# شهرستان پاتر (تگزاس)

موقعیت شهرستان در ایالت تگزاس

پاتر یکی از شهرستان‌های ایالت تگزاس می‌باشد.
این شهرستان در شمال‌غربی این ایالت است.
جمعیت این شهرستان در سال ۲۰۱۰ میلادی معادل ۱۲۱۰۷۳ نفر بود.